# Methylcyclohexan
Methylcyclohexan (Hexahydrotoluol, Cyclohexylmethan) ist eine organisch-chemische Verbindung aus der Gruppe der aliphatischen Kohlenwasserstoffe. Es gehört zur Gruppe der Cycloalkane und wird als Lösungsmittel verwendet.

## Darstellung und Gewinnung
Methylcyclohexan kommt im Erdöl vor. Eine gezielte Synthese erfolgt durch die Hydrierung von Toluol. Eine weitere Herstellvariante ist die Dehydrocyclisierung von n-Heptan. Auf diese Weise hergestelltes Methylcyclohexan wird meist weiter zu Toluol dehydriert.

## Eigenschaften

### Physikalische Eigenschaften
Methylcyclohexan ist eine farblose, benzinartig riechende Flüssigkeit, die bei Normaldruck bei 101 °C siedet. Die molare Verdampfungsenthalpie am Siedepunkt beträgt 31,823 kJ·mol−1. Die Dampfdruckfunktion ergibt sich nach Antoine entsprechend log10(P) = A−(B/(T+C)) (P in Torr, T in °C) mit A = 7,00206, B = 1375,1330 und C = 232,819 im Temperaturbereich von −3,71 bis 127,14 °C. Die Geruchsschwelle liegt zwischen 2000 und 2570 mg·m−3. In Wasser ist es unlöslich; es schwimmt auf Wasser. In Alkohol und Ether hingegen löst es sich gut. Die dynamische Viskosität beträgt 0,67 mPa s, die Flüssigkeit ist also dünnflüssiger als Wasser, aber ein wenig dickflüssiger als zum Beispiel Toluol.

### Sicherheitstechnische Kenngrößen
Methylcyclohexan bildet leicht entzündliche Dampf-Luft-Gemische. Die Verbindung hat einen Flammpunkt von −4 °C.  Der Explosionsbereich liegt zwischen 1,1 Vol.‑% (45 g/m3) als unterer Explosionsgrenze (UEG) und 6,7 Vol.‑% als oberer Explosionsgrenze (OEG). Die Grenzspaltweite wurde mit 0,93 mm bestimmt. Es resultiert damit eine Zuordnung in die Explosionsgruppe IIA. Mit einer Mindestzündenergie von 0,27 mJ sind Dampf-Luft-Gemische extrem zündfähig. Die Zündtemperatur beträgt 260 °C. Der Stoff fällt somit in die Temperaturklasse T3.

## Verwendung
Methylcyclohexan wird als gutes Lösungsmittel für Kautschuk, Chlorkautschuk, Synthesekautschuk, Polystyrol, Celluloseester, Kolophonium, Kopalester, Elemi und Pontianak verwendet. Weiterhin kann es als Badflüssigkeit für Kryostaten dienen. In der Forschung wird darüber hinaus sein Einsatz als Speichermaterial für Wasserstoff diskutiert. Bei hohen Temperaturen lässt es sich reversibel zu Toluol dehydrieren. Der dabei frei werdende Wasserstoff könnte anschließend technisch genutzt werden.

## Sicherheitshinweise/Risikobewertung
Bei Inhalation und Verschlucken führt es zu Schwindel und Schläfrigkeit, es rötet die Augen und entfettet die Haut.
Methylcyclohexan wurde 2012 von der EU gemäß der Verordnung (EG) Nr. 1907/2006 (REACH) im Rahmen der Stoffbewertung in den fortlaufenden Aktionsplan der Gemeinschaft (CoRAP) aufgenommen. Hierbei werden die Auswirkungen des Stoffs auf die menschliche Gesundheit bzw. die Umwelt neu bewertet und ggf. Folgemaßnahmen eingeleitet. Ursächlich für die Aufnahme von Methylcyclohexan waren die Besorgnisse bezüglich Verbraucherverwendung, hoher (aggregierter) Tonnage und weit verbreiteter Verwendung sowie der Gefahren ausgehend von einer möglichen Zuordnung zur Gruppe der PBT/vPvB-Stoffe. Die Neubewertung fand ab 2013 statt und wurde von Finnland durchgeführt. Anschließend wurde ein Abschlussbericht veröffentlicht.